# Parc provincial de Coquihalla Canyon
Le parc provincial de Coquihalla Canyon (en anglais : Coquihalla Canyon Provincial Park) est un parc provincial de la Colombie-Britannique, au Canada.  Le parc protège une partie du canyon de la rivière Coquihalla.

## Toponymie
Le nom du parc provient de la rivière Coquihalla qui traverse le parc.  « Coquihalla » provient d'un mot d'une langue autochtone signifiant « eaux voraces ».  Le nom de la rivière a aussi été donné à deux autres aires protégées plus en amont sur la rivière soit le parc provincial de Coquihalla River et l'aire de loisir de Coquihalla Summit.

## Géographie
Le parc est situé au sud-ouest de la Colombie-Britannique, dans le district régional de Fraser Valley dans le nord de la chaîne des Cascades. Situé à proximité de Hope, il abrite le canyon de la rivière Coquihalla. L'autre intérêt du parc est historique car il accueille les vestiges d'une ancienne ligne de chemin de fer construite au début du XXe siècle avec difficulté vu le caractère montagneux de la région. La ligne nécessita la construction d'un pont et d'un ensemble de tunnels dénommé Othello Tunnels. Cette ligne sera fermée en juillet 1961 et le lieu fut proclamé parc provincial en 1998.

## Culture populaire
Les paysages du parc apparaissent dans plusieurs films dont le célèbre Rambo (1982) mais aussi Fire with Fire (1986) et Randonnée pour un tueur (1988). Les falaises du canyon sont visibles dans le film Rambo lorsque Sylvester Stallone essaie de les descendre alors qu'on lui tire dessus à partir d'un hélicoptère.